# Jens Nohka
Jens Nohka (5 de octubre de 1976) es un deportista alemán que compitió en bobsleigh. Ganó una medalla de plata en el Campeonato Mundial de Bobsleigh de 2004, en la prueba cuádruple.

## Palmarés internacional
| Campeonato Mundial | Campeonato Mundial   | Campeonato Mundial | Campeonato Mundial |
| Año                | Lugar                | Medalla            | Prueba             |
| ------------------ | -------------------- | ------------------ | ------------------ |
| 2004               | Königssee (Alemania) | Medalla de plata   | Cuádruple          |